# 锡迪休姆
锡迪休姆（德語：Siehdichum）是德国勃兰登堡州的市镇，隶属于奥得-施普雷县，总面积为73.62平方千米，截至2020年总人口为1531人。